# الحزب الديمقراطي لساحل العاج – التجمع الديمقراطي الإفريقي
الحزب الديمقراطي لساحل العاج – التجمع الديمقراطي الأفريقي (Parti Démocratique de la Côte d'Ivoire — Rassemblement Démocratique Africain, ) هو حزب سياسي في ساحل العاج.
تأسس الحزب في عام 1946 بواسطة فيليكس هوفويت-بواني.
رئيس الحزب هو هنري كونان بيدييه.
أمين عام الحزب هو Alphonse Djédjé Mady.
ينشر الحزب Nouveau Réveil.
المنظمة الشبابية للحزب هي Forum National des Jeunes du PDCI-RDA.
في الانتخابات البرلمانية لعام 2000 حصل الحزب على 94 مقعد.

## مواقع خارجية
- pdci.ahibo.com